# Winfried Henke
Winfried Henke (* 26. Dezember 1944 in Ludwigshorst/Pommern) ist ein deutscher biologischer Anthropologe. Seine Forschungsschwerpunkte liegen in den Bereichen Evolution der Primaten, der Paläoanthropologie, der prähistorischen und historischen Anthropologie sowie der Wissenschaftsgeschichte von Anthropologie, Soziobiologie und Demographie.

## Leben
Winfried Henke studierte Biologie, Geowissenschaften, Anthropologie, Pädagogik und Philosophie an der Universität Kiel und an der Universität Braunschweig. 1971 wurde er im Fach Anthropologie an der Universität Kiel promoviert. Anschließend wechselte er als Wissenschaftlicher Assistent an das Institut für Anthropologie der Universität Mainz, wo er sich 1990 im Fach Anthropologie/Biologie habilitierte. Winfried Henke war von 1993 bis 2010 Akademischer Direktor und von 1996 bis zu seinem Ruhestand 2010 außerplanmäßiger Professor an der Universität Mainz.

## Wirken
Schwerpunkt seiner Arbeit ist es, den Prozess der Menschwerdung zu rekonstruieren, indem man diesen als evolutionäre Anpassung in der Ordnung der Primaten versteht. Um sich diesem Ziel zu nähern, verfolgt Henke zwei Ansätze, deren Methodik er durch seine Studien wesentlich mitgeprägt hat: zum einen den vergleichend-primatologischen Ansatz bei heute noch lebenden Primaten, zum anderen die Analyse von Fossilien; das heißt, er analysiert und vergleicht die Morphologie fossiler und rezenter Primaten, wobei er u. a. multivariat-statistische Verfahren einsetzt.
Gemeinsam mit Hartmut Rothe widmete sich Henke ferner der systematischen Darstellung der Prinzipien und Methoden einer theoriegeleiteten Paläoanthropologie.

## Mitgliedschaften und Auszeichnungen
- 2006 Ehrendoktorwürde der Universität Athen für seine „herausragende Arbeit“ auf dem Gebiet der Anthropologie
- seit 2007 Mitglied der Deutschen Akademie der Naturforscher Leopoldina
- seit 2013 Mitglied der Leibniz-Sozietät der Wissenschaften zu Berlin

## Schriften (Auswahl)
- mit Hartmut Rothe: Paläoanthropologie. Springer, Berlin 1994, ISBN 3-642-78651-0.
- mit Hartmut Rothe: Stammesgeschichte des Menschen. Springer, Berlin 1999, ISBN 3-540-64831-3.
- mit Hartmut Rothe: Menschwerdung. Fischer, Frankfurt am Main 2003, ISBN 3-596-15554-1.
- mit Ian Tattersall: Handbook of Palaeoanthropology. 3 Bände. Springer, Berlin 2007, ISBN 3-540-33858-6.

## Belege
1. ↑  Leopoldina: Curriculum Vitae Prof. Dr. Winfried Henke. Auf: leopoldina.org, eingesehen am 17. Februar 2022.
2. ↑  SciPort RLP: Curriculum Vitae.

| Personendaten    | Personendaten          |
| ---------------- | ---------------------- |
| NAME             | Henke, Winfried        |
| KURZBESCHREIBUNG | deutscher Anthropologe |
| GEBURTSDATUM     | 26. Dezember 1944      |
| GEBURTSORT       | Ludwigshorst, Pommern  |